# Russellville, Kentucky
Russellville är administrativ huvudort i Logan County i Kentucky. Orten har fått sitt namn efter militären William Russell. Enligt 2010 års folkräkning hade Russellville 6 960 invånare.